# 鄭仁基 (演員)
鄭仁基（韓語：정인기，1967年9月12日—），或译郑寅基，韓國男演員。

## 演出作品

### 電視劇

#### 2010年代及以前
- 2007年：KBS《春暖花開的時候》飾演 閔刑警
- 2007年：MBC《狗和狼的時間》
- 2008年：KBS《他們生活的世界》飾演 攝影師
- 2008年：SBS《風之畫師》飾演 洪國榮
- 2010年：MBC《同伊》飾演 金煥
- 2010年：SBS《秘密花園》飾演 吉億善
- 2011年：MBC《夥伴》飾演 鐵石
- 2011年：tvN《花美男拉麵店》飾演 楊鐵東
- 2012年：SBS《愛你》飾演 金仁燮
- 2012年：SBS《電視劇帝王》飾演 具榮睦
- 2012年：SBS《清潭洞愛麗絲》飾演 韓德基
- 2013年：MBC《七級公務員》飾演 金誠俊
- 2013年：KBS《鯊魚》飾演 韓永萬
- 2013年：KBS《Drama Special－青春期整合曲（朝鲜语：사춘기 메들리）》
- 2013年：MBC《Two Weeks》飾演 楊澤南
- 2013年：KBS《Drama Special－妍雨的夏天》
- 2014年：tvN《岬童夷》飾演 車道赫
- 2014年：SBS《異鄉人醫生》飾演 金泰述
- 2013年：KBS《Drama Special－相框裡的女孩》飾演 朴哲浩
- 2014年：SBS《皮諾丘》飾演 奇浩相
- 2015年：SBS《看見味道的少女》飾演 吳在表
- 2015年：KBS《Who Are You－學校2015》飾演 朴俊亨
- 2015年：MBC《華麗的誘惑》飾演 申哲秀
- 2015年：SBS《Remember－兒子的戰爭》飾演 李賢鐘
- 2016年：MBC《好運羅曼史》飾演 安英日
- 2016年：OCN《38師機動隊》飾演 史載城
- 2016年：MBC《舉重妖精金福珠》
- 2017年：KBS《推理的女王》飾演 張宇碩
- 2017年：MBC《醫療船》飾演 郭成
- 2017年：tvN《河伯的新娘 2017》飾演 尹成俊
- 2017年：KBS《Drama Special－如果我們是季節》飾演 尹基賢
- 2017年：JTBC《Untouchable》飾演 尹東必
- 2018年：MBC《过来抱抱我》飾演 高里硕
- 2018年：MBC《坏爸爸》飾演 車勝浩
- 2019年：SBS《熱血司祭》飾演 南錫久
- 2019年：SBS《醫生耀漢》飾演 吳正南

#### 2020年代
- 2020年：SBS《Good Casting》飾演 徐國煥
- 2021年：JTBC《Undercover》飾演 金明載
- 2021年：SBS《One the Woman》饰演 趙延珠的父亲
- 2022年：tvN《軍檢察官多伯曼》飾演 許康仁
- 2022年：tvN《Blind》飾演 廉奇南
- 2022年：Disney+《爭鋒相辯》飾演 吳成澤
- 2023年：JTBC《代理公司》飾演 趙錫宰（特別出演）
- 2023年：Disney+《舊案尋兇2》饰演 龙载九
- 2023年：Netflix《盜賊之歌》飾演 黃三德
- 2024年：Netflix《遺贈的秘密》饰演 金昌锡
- 2024年：KBS《抓住你的衣领》饰演 姜仁汉[2]

### 電影

#### 2000年代及之前
- 1997年：《娼》
- 2002年：《中毒》
- 2002年：《向左愛向右愛》飾演 計程車司機
- 2003年：《Oh! Happy Day》
- 2003年：《單身》
- 2004年：《木浦黑幫天堂》
- 2004年：《撒瑪利亞女孩》
- 2004年：《紅字》
- 2005年：《那时候那些人》
- 2005年：《站前的明洙》
- 2005年：《哭泣的拳頭》
- 2005年：《舞動真愛》
- 2005年：《戀愛》
- 2006年：《向我的青春高喊》
- 2006年：《淫亂書生》
- 2006年：《我的小小鋼琴家》
- 2006年：《駭人怪物》
- 2006年：《老千》
- 2006年：《我們的幸福時光》飾演 鄭珉錫
- 2006年：《走向秋天》
- 2006年：《相愛時說的話》
- 2007年：《香草》
- 2007年：《絕配羅曼史》
- 2007年：《優雅的世界》
- 2007年：《京義線》
- 2007年：《恐懼黑屋》
- 2007年：《華麗的假期》
- 2007年：《花美男連鎖恐怖事件》
- 2007年：《我生命中最糟糕的男人》
- 2007年：《M》
- 2008年：《熱情似火》
- 2008年：《追擊者》
- 2008年：《我的新拍檔》
- 2008年：《北逃》
- 2008年：《有仇必報》
- 2008年：《淺淺的睡眠》
- 2009年：《瑜珈學院》
- 2009年：《閣樓大象》
- 2009年：《白夜行》
- 2009年：《秘密》

#### 2010年代
- 2010年：《義兄弟》
- 2010年：《秘密愛》
- 2010年：《我的流氓愛人》
- 2010年：《不能回頭》
- 2010年：《路人甲3號》
- 2011年：《朝鮮名探長：烈女門秘辛》
- 2011年：《高地戰》
- 2011年：《7號禁地》
- 2011年：《豬王》
- 2011年：《致命一擊》
- 2012年：《Howling》
- 2012年：《鐵線蟲入侵》
- 2012年：《摩天樓》
- 2012年：《兩個婚禮一個葬禮》（特別出演）
- 2013年：《王牌巨猩》
- 2013年：《間諜》
- 2013年：《如果你是我6》
- 2013年：《The Five》
- 2014年：《奇怪的她》
- 2014年：《遺產》
- 2014年：《海霧》
- 2014年：《夜間飛行》
- 2015年：《奸臣》
- 2015年：《西部戰線1953》
- 2015年：《突然變異》
- 2016年：《鬼鄉》飾演 靜敏的父親
- 2017年：《The King》
- 2017年：《蒼蠅》
- 2017年：《素描》
- 2017年：《寶貝與我》
- 2017年：《犯罪都市》（特別出演）
- 2018年：《Light My Fire》
- 2018年：《女高校生死了以後（朝鲜语：죄 많은 소녀）》飾演 慶敏的爸爸
- 2018年：《我們與愛的距離》飾演 恩熙的爸爸
- 2019年：《戲子們：傳聞操縱團（朝鲜语：광대들: 풍문조작단）》飾演 成三問（特別出演）
- 2019年：《黑錢（朝鲜语：블랙머니 (영화)）》飾演 神父（特別出演）

#### 2020年代
- 2020年：《說唱藝人（朝鲜语：소리꾼）》飾演 曹興洙
- 2020年：《担保》飾演 盧翻譯
- 2020年：《宴會日》飾演 鄭日植
- 2020年：《风过之处》饰演 秉修
- 2021年：《限制来电》饰演 副行长
- 2021年：《F20》饰演 董代表（特别出演）
- 2021年：《兄弟》飾演 崔刑警
- 2022年：《死亡露营现场》饰演 金中校（特別出演）
- 2022年：《犯罪都市2》飾演 金川警察所所長（特別出演）
- 2022年：《2037》飾演 監獄獄長（特別出演）
- 2022年：《跨代同居》飾演 棟長（友情出演）
- 2022年：《6/45》飾演 李容浩父親（友情出演）
- 2023年：《我在這裡》饰演 金雄植
- 2023年：《蜘蛛网》饰演 猎人
- 2023年：《华丽的她》
- 2023年：《电影小说2》

## 獲獎
- 2005年：第3屆亞洲國際短篇電影節—最優秀演技賞
- 2006年：第5届Mise-en-scène短篇电影节—名誉评审团特别奖
- 2011年：第28届釜山国际短篇电影节—最佳演员

## 外部連結
- 鄭仁基在NAVER上的资料
- 鄭仁基在Daum上的资料